# Varcia greeni
Varcia greeni är en insektsart som först beskrevs av Kirby 1891.  Varcia greeni ingår i släktet Varcia och familjen Nogodinidae. Inga underarter finns listade i Catalogue of Life.